# صن هونغ كاي العقارية
1. 1 2 3  "5 things about Sun Hung Kai's Kwok brothers and Hong Kong's biggest corruption trial". The Straits Times. Singapore Press Holdings. 8 مايو 2014. مؤرشف من الأصل في 2024-04-20. اطلع عليه بتاريخ 2019-03-18.
2. ↑  وصلة مرجع: https://www.hkex.com.hk/eng/invest/company/profile_page_e.asp?WidCoID=0016&WidCoAbbName=&Month=&langcode=e.

شركة Sun Hung Kai Properties Limited ( SHKP ) هي شركة مدرجة وواحدة من أكبر مطوري العقارات في هونج كونج . تشمل أعمال الشركة بيع العقارات، وتأجير العقارات، والاتصالات ( SmarTone ، SUNeVision )، وتشغيل الفنادق، والنقل والخدمات اللوجستية، وغيرها. شركه عقاريه في هونغ كونغ  يتم التحكم في الشركة من قبل صندوق عائلة كوك، والذي يتألف بشكل أساسي من الأخوين كوك. 
1. ↑  "Who are the Kwok brothers?". BBC News. 18 أبريل 2012. مؤرشف من الأصل في 2025-04-14. اطلع عليه بتاريخ 2016-11-17.